# Svenska mästerskapen i dressyr 1961
Svenska mästerskapen i dressyr 1961 avgjordes i Strömsholm. Tävlingen var den 11:e upplagan av Svenska mästerskapen i dressyr.

## Resultat
| Placering | Ryttare          | Häst     |
| --------- | ---------------- | -------- |
| 1         | Gehnäll Persson  | Ritz     |
| 2         | Göran Casparsson | Safari   |
| 3         | William Hamilton | Delicado |